# Cardinal SYN
Cardinal SYN — файтинг, разработанный Kronos Digital Entertainment, создателями Criticom и Dark Rift, и изданный Sony в 1998 году на PlayStation. В Северной Америке издателем игры выступила компания 989 Studios, которая анонсировала её 30 июня 1998 годна. Основной стиль игры — драки с оружием.

## Описание
Первоначально игроку предоставляется 8 героев, каждый из которых владеет уникальным приёмами боя и разными видами оружия. В ходе прохождения игры будут открываться новые бойцы.

## Сюжет
Война охватывала кланы Кровавых земель на протяжении многих поколений, каждый клан питал ненависть к другому. Однажды таинственный человек положил конец бойне, созвав все кланы вместе и прочитав книгу знаний, в которой говорилось о гармонии, которой они могли бы достичь, объединившись. В течение многих лет кланы наслаждались миром под руководством незнакомца, которого они прозвали «Странник». Затем земля начала умирать; незнакомец разорвал книгу и раздал по странице каждому клану, после чего исчез у них на глазах. Вскоре кланы снова вцепились в войне за страницы книги.
Во время особенно жестокой битвы появилась таинственная волшебница Син и показала значок Странника, который он использовал как символ единства кланов. Она объявила о начале смертельного турнира — победителю достанется вся книга целиком. Когда турнир окончился, Син убила победителя.

## Отзывы
| Сводный рейтинг    | Сводный рейтинг |
| Агрегатор          | Оценка          |
| ------------------ | --------------- |
| GameRankings       | 57,46 %         |
| Иноязычные издания |                 |
| Издание            | Оценка          |
| AllGame            | [ 2 ]           |
| EGM                | 3,125/10        |
| Game Informer      | 7/10            |
| GamePro            | [ 5 ]           |
| GameRevolution     | B−              |
| GameSpot           | 4,8/10          |
| IGN                | 5,5/10          |
| Next Generation    | [ 9 ]           |
| OPM                | [ 10 ]          |
| Hyper              | 70 %            |

Игра получила смешанные отзывы согласно сайту агрегации обзоров GameRankings. В предварительном обзоре Next Generation назвал игру «пустой тратой времени и усилий». Другие рецензенты, включая Game Informer, GamePro и GameSpot, также дали игре ранние обзоры за несколько месяцев до выхода игры в США.